# Buckingham megye (Virginia)
Buckingham megye az Amerikai Egyesült Államokban, azon belül Virginia államban található. Megyeszékhelye Buckingham, legnagyobb városa Dillwyn. Lakosainak száma 16 824 fő (2020. április 1.). Buckingham megye Fluvanna, Cumberland, Prince Edward, Appomattox, Nelson és Albemarle megyékkel határos.

## Népesség
A megye népességének változása:
| Lakosok száma | 17 110 | 17 169 | 17 067 | 17 136 | 17 032 | 16 824 |
|               | 2010   | 2011   | 2012   | 2013   | 2015   | 2020   |